# Euphylidorea auripennis
Euphylidorea auripennis là một loài ruồi trong họ Limoniidae. Chúng phân bố ở miền Tân bắc.